# Lake Beatrice
Lake Beatrice är en sjö i Australien. Den ligger i delstaten Tasmanien, i den sydöstra delen av landet, omkring 170 kilometer nordväst om delstatshuvudstaden Hobart. 
I omgivningarna runt Lake Beatrice växer i huvudsak städsegrön lövskog. Trakten runt Lake Beatrice är nära nog obefolkad, med mindre än två invånare per kvadratkilometer. Genomsnittlig årsnederbörd är 2 407 millimeter. Den regnigaste månaden är september, med i genomsnitt 283 mm nederbörd, och den torraste är februari, med 92 mm nederbörd.